# Navilly
Navilly é uma comuna francesa na região administrativa de Borgonha-Franco-Condado, no departamento Saône-et-Loire. Estende-se por uma área de 9,73 km². Em 2010 a comuna tinha 426 habitantes (densidade: 43,8 hab./km²).